# Chirixalus vittatus
Chiromantis vittatus es una especie de anfibios que habita en Camboya, China, India, Laos, Birmania, Tailandia, Vietnam y, posiblemente, también en Bangladés. 